# ZeroNet
ZeroNet — реалізація децентралізованої P2P мережі, що використовує Bitcoin криптографію та BitTorrent мережу. Вона реалізована як платформа, що виконує пошук і завантаження даних, кешування та взаємодію з іншими вузлами ZeroNet без використання звичайних інтернет-сервісів. Програмне забезпечення платформи написано: серверна частина — мовою Python, клієнтська — на JavaScript. Має відкритий початковий код програм, поширюється на умовах GPL v3.

## Історія
ZeroNet забезпечує відкриту, вільну і непідцензурну мережу та комунікацію, які практично неможливо вимкнути.
Провідний розробник та автор платформи з Будапешта, Угорщина. Станом на вересень 2019 року розробка оригінального клієнта була покинута. Пізніше інший розробник ZeroNetX продовжив розробку ZeroNet, випустивши версію 0.7.3 Rev4555 у листопаді 2021 року.
Застосунок «ZeroNetX Web3.0 Peer2PeerSites» для Android (arm, arm64, x86) також перебуває на стадії розробки.
Крім того, розвивається проєкт zeronet-conservancy, спрямований на розвиток існуючої p2p-мережі і підвищення її безпеки, а також на реалізацію ідей цінності децентралізації і свободи, які перетворюють її в досконалішу, безпечнішу та швидшу мережу. Проект поширюється за умовами ліцензії GPL v3.

## Особливість платформи
Платформа ZeroNet — це механізм обміну файлами безпосередньо між її учасниками, заявляє такі особливості:
- відносно легке налаштувати
- не потребує окремого сервера для публікації своїх матеріалів
- захист від цензури або інших обмежень на публікацію власних матеріалів, неможливість блокування сайту в ZeroNet, відсутність єдиної точки відмови: сайт залишається в мережі до тих пір, поки його обслуговує хоча б 1 одноранговий вузол
- сайти оновлюються в режимі реального часу,  працюють добре, незалежно від поточної швидкості з'єднання з мережею, оскільки попередньо кешуються
- підтримка доменних імен Namecoin .bit для адресування сайтів
- вбудований SQL-сервер із синхронізацією даних P2P: дозволяє легше розробляти сайт і швидше завантажувати сторінки
- автоматичне відкриття порту uPnP
- авторизація на основі BIP32 без пароля: обліковий запис захищено тією ж криптографією, що й біткойн-гаманець
- TLS зашифровані з'єднання
- плагін для підтримки MultiUser (openproxy)[10].

Починаючи з версії 0.3.5, дистрибутив ZeroNet містить ПЗ Tor, яке використовується для вирішення завдання побудови двонаправленого каналу зв'язку з іншими вузлами, які знаходяться за NAT або не мають постійної публічної IP-адреси.
ZeroNet не є анонімною мережею, але частково анонімність може бути забезпечена завдяки повній підтримці Tor-proxy з використанням прихованих сервісів замість IPv4-адрес а також шифруванняTLS.

## Адресація сайтів
Для верифікації сайту та для інших цілей використовується асиметричне шифрування:
- відкритий ключ є одночасно й адресою сайту в ZeroNet
- закритий ключ використовується для керування вмістом сайту. Зміни, що вносяться на сайт, повинні бути підписані закритим ключем, щоб інші вузли мережі могли прийняти ці зміни
- для шифрування використовується той самий алгоритм, що і для BitTorrent. Ланцюг блоків транзакцій (блокчейн) самої мережі не використовується
- для реєстрації адрес сайтів замість DNS використовується блокчейн Namecoin

ZeroNet звертається до IP-адрес користувачів мережі за протоколом BitTorrent. Завантажується файл content.json, який містить імена файлів сайту, хеш-суми та криптографічний підпис автора сайту. Також кожен відвіданий сайт починає роздаватись між користувачами. Завантажені файли зберігаються локально на комп'ютерах користувачів та можуть бути переглянуті без доступу до Інтернету. Управління сайтом здійснюється за допомогою файлу content.json, підписаного криптографічним підписом автора.